# Probole laticincta
Probole laticincta är en fjärilsart som beskrevs av Walker 1861. Probole laticincta ingår i släktet Probole och familjen mätare. Inga underarter finns listade i Catalogue of Life.